# Neoditomyia andina
Neoditomyia andina är en tvåvingeart som beskrevs av Lane och Sturm 1958. Neoditomyia andina ingår i släktet Neoditomyia och familjen platthornsmyggor.
Artens utbredningsområde är Colombia. Inga underarter finns listade i Catalogue of Life.